# トラファルガー広場
座標: 北緯51度30分29秒 西経0度07分41秒 / 北緯51.508154度 西経0.128107度

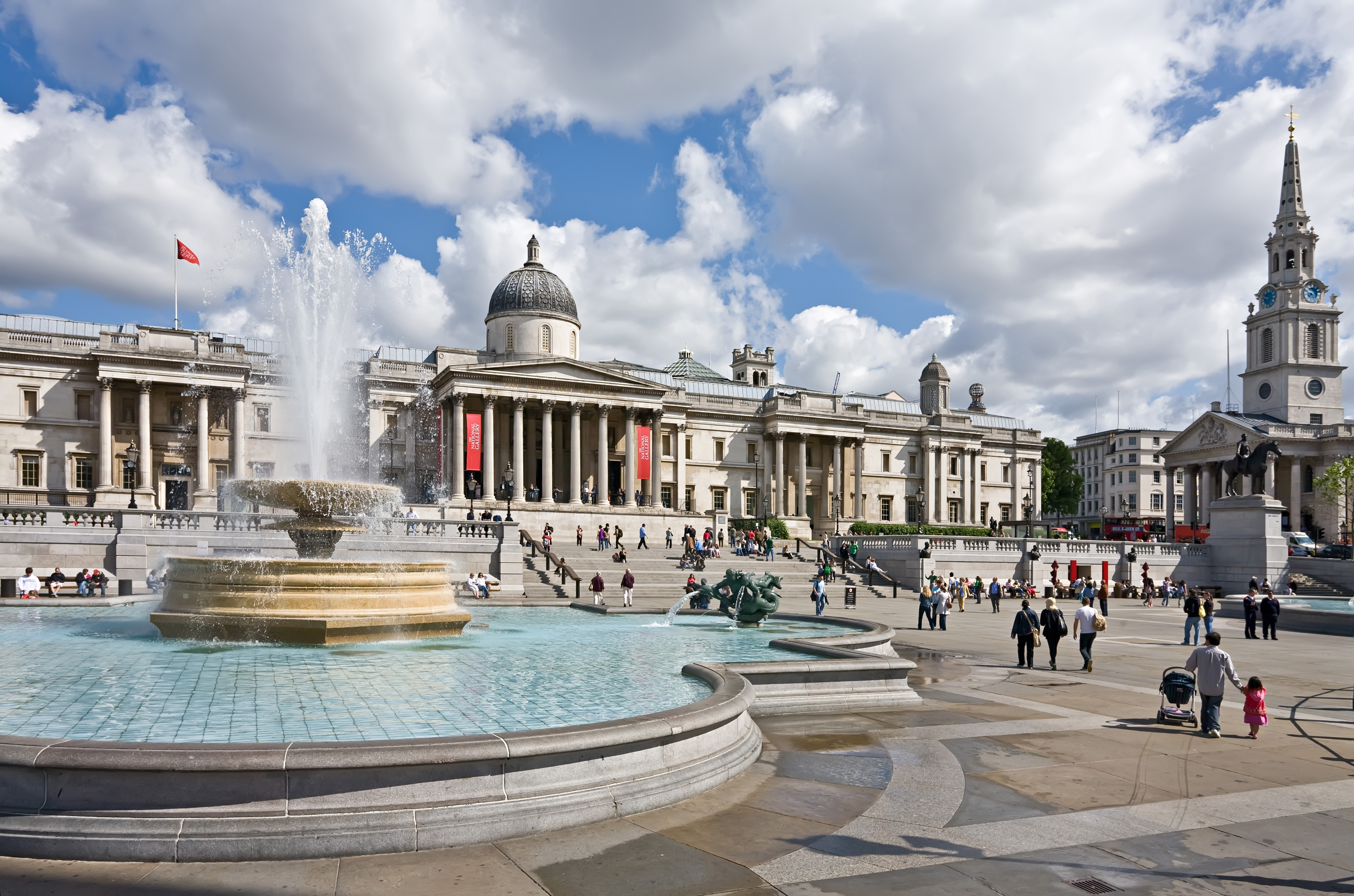
トラファルガー広場に面するナショナル・ギャラリーとセント・マーティン・イン・ザ・フィールズ教会

トラファルガー広場（トラファルガーひろば、Trafalgar Square）は、イギリス・ロンドンのウェストミンスターにある広場である。この広場はアイルランド強圧法に起因した1887年の血の日曜日事件、2008年のイラク反戦デモ、気候変動抑制運動、核軍縮キャンペーンのオルダーマストン・マーチなど、政治演説の場として選ばれてきた歴史があり、現在も週末には何らかの集会が行われていることが多い。

## 歴史
1805年のトラファルガーの海戦における勝利を記念して造られた。当初は「ウィリアム4世広場」という名前だったが、建築家のGeorge Ledwell Taylorの提案によってトラファルガー広場となった。トラファルガーの名は海戦があったスペインのトラファルガル岬に由来するが、元々はスペインに進出したアラビア人がタアリフ・アルガル（洞窟の岬）とアラビア語で呼んでいた。
この広場は、エドワード1世の時代には王家の厩であった。1820年代、ジョージ4世が建築家のジョン・ナッシュにこの地域の再開発を依頼。現在の形になったのは1845年である。

## 構造

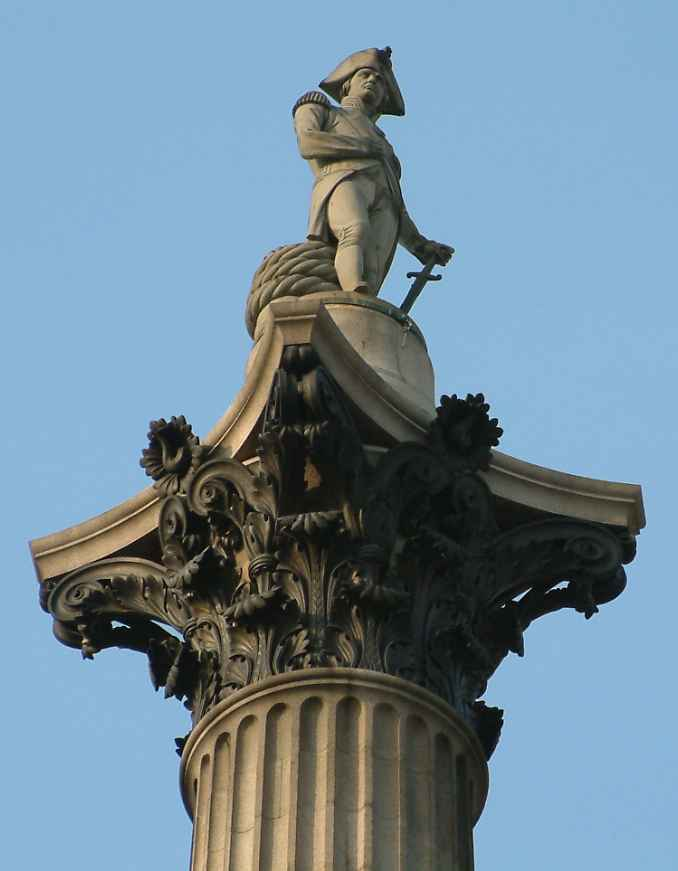
ホレーショ・ネルソン提督の記念碑

中央に噴水のある広いスペースで出来ておりナショナル・ギャラリーの入り口へ続く階段がある。以前は噴水周辺は四方を道路に囲まれていたが、ミレニアムを記念したさまざまなロンドン改造工事の一環として、建築家ノーマン・フォスターの監修で道路の一つがふさがれ、ナショナル・ギャラリーから噴水までが大きな広場となった。
ホレーショ・ネルソン提督の記念碑（ネルソン記念柱、1849年建立）は噴水の隣に、巨大な4頭のライオンのブロンズ像(エドウィン・ランドシーア作、1867年設置)に囲まれて建っている。
広場南側にラウンド・アバウトのチャリング・クロスがあり、北側はナショナル・ギャラリー、東側はセントマーティンズ教会がある。また、南東方面はアドミラルティ・アーチに隣接し、バッキンガム宮殿に向かうザ・マルに接続する。南はサウス・アフリカ・ハウス（在英南アフリカ高等弁務官事務所）があり、ホワイトホールがテムズ川を東にして南北に走り、沿道界隈には中央官庁やダウニング街10番地、英議会ウェストミンスター宮殿などがある。北はチャリング・クロス・ロードがオックスフォード・ストリートまで走り、西にはカナダ・ハウス（在英カナダ高等弁務官事務所）がある。

## 風景

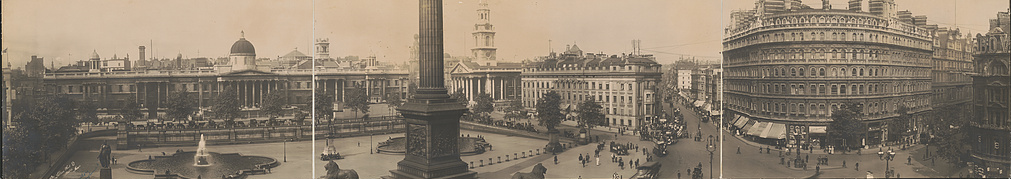
1908年のトラファルガー広場

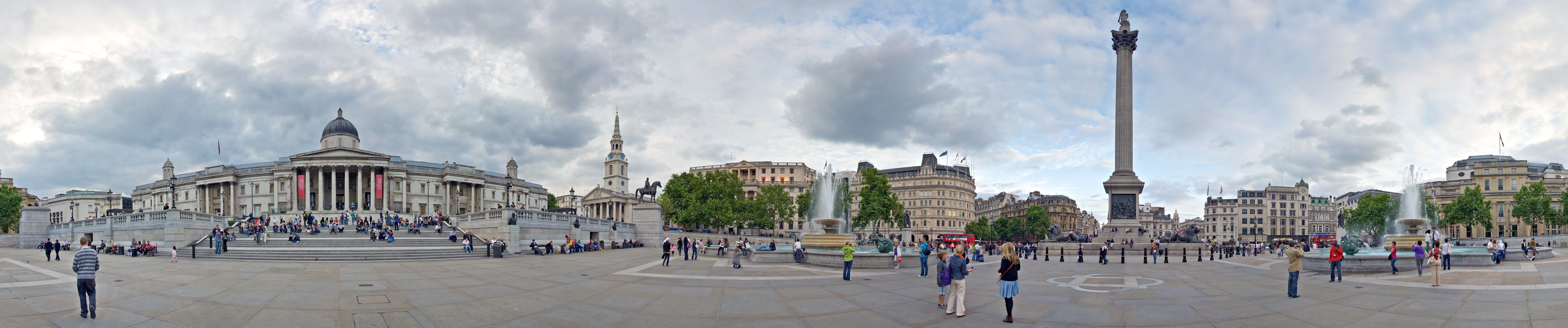
2009年のトラファルガー広場